# Alan Melikdjanian
Alan Melikdjanian (/ˌmɛlɪɡˈdʒeɪniən/; sinh ngày 13 tháng 4 năm 1980), còn được biết đến với cái tên Captain Disillusion, là một nhà làm phim độc lập và Youtuber gốc Latvia. Melikdjanian đã tích cực trong việc thành lập trang web chia sẻ video Openfilm và Filmnet.com, là người tạo ra sê-ri Captain Disillusion là loạt các video hài hước trên YouTube thúc đẩy tư duy phản biện và hoài nghi, với nội dung là phân tích hiệu ứng hình ảnh, chứng minh và giải thích các video dị thường và siêu nhiên được lan truyền trên mạng.

## Nghề nghiệp

#### Thành lập trang web
Alan Melikdjanian là người đồng sáng lập và giám đốc sáng tạo của cả FilmNet.com và Openfilm. Cả hai đều được dự định sẽ là nền tảng thay thế cho trang web chia sẻ video phổ biến YouTube dành cho những nhà làm phim nghiệp dư nghiêm túc, những người "không muốn đặt tác phẩm của họ cạnh sự tầm thường của YouTube."  Openfilm ngưng hoạt động vào tháng 8 2015.

### Captain Disillusion, 2007 tới nay
Alan xuất bản các video Captain Disillusion trên kênh YouTube cùng tên, tính đến tháng 4 năm 2025 đã có hơn 2.5 triệu người đăng ký và 270 triệu lượt xem. Trên kênh của mình, anh vạch trần sự thật đằng sau các video giả, huyền bí, siêu nhiên,... lan truyền trên mạng bằng cách phân tích hiệu ứng hình ảnh. Anh chỉnh sửa video bằng nhiều chương trình phần mềm khác nhau bắt đầu với Avid Media Composer, sau đó là Adobe After Effects, Blender và Da Vinci Resolve.
Trong các video của mình, Alan mặc một bộ đồ thể thao từ những năm 1980, và phủ sơn bạc lên da của phần dưới khuôn mặt.

#### DVD
Vào năm 2011, Alan đã phát hành một DVD của loạt phim Captain Disillusion của mình mang tên Captain Disillusion - Fame Curve Collection chứa tất cả 16 tập và ra mắt nó tại The Amazǃng Meeting TAM9 và sau đó bán chúng trực tuyến.

#### Công nhận
Sự nghiệp của anh đã được công nhận từ Huffington Post, Kotaku, Russian TV International, Phil Plait, Quỹ giáo dục James Randi, Fortean Times, Home Media Magazine, và Sun Sentinel,.... Anh cũng đã nhận được lời cảm ơn từ các khán giả vì đã vạch trần các video mà họ đã gửi tới.